# Steinberg (Ahrensdorf)
Der Steinberg ist mit 84,6 Metern die höchste Erhebung auf der Gemarkung von Ahrensdorf, einem Ortsteil der Gemeinde Nuthe-Urstromtal im Landkreis Teltow-Fläming im Land Brandenburg.

## Lage
Die Erhebung befindet sich östlich des Dorfangers. Die Kreisstraße 7220 führt als Löwendorfer Straße in südöstlicher Richtung an der Erhebung vorbei. Nördlich befindet sich der Kuhnsberg sowie hiervon nördlich der zweithöchste Berg, der Madikenberg. Der Berg ist bewaldet. Ein als Bergwanderweg bezeichneter Wanderweg des FlämingWalks führt vom Dorfanger um den Madikenberg sowie den Steinberg herum.

## Geschichte und Nutzung

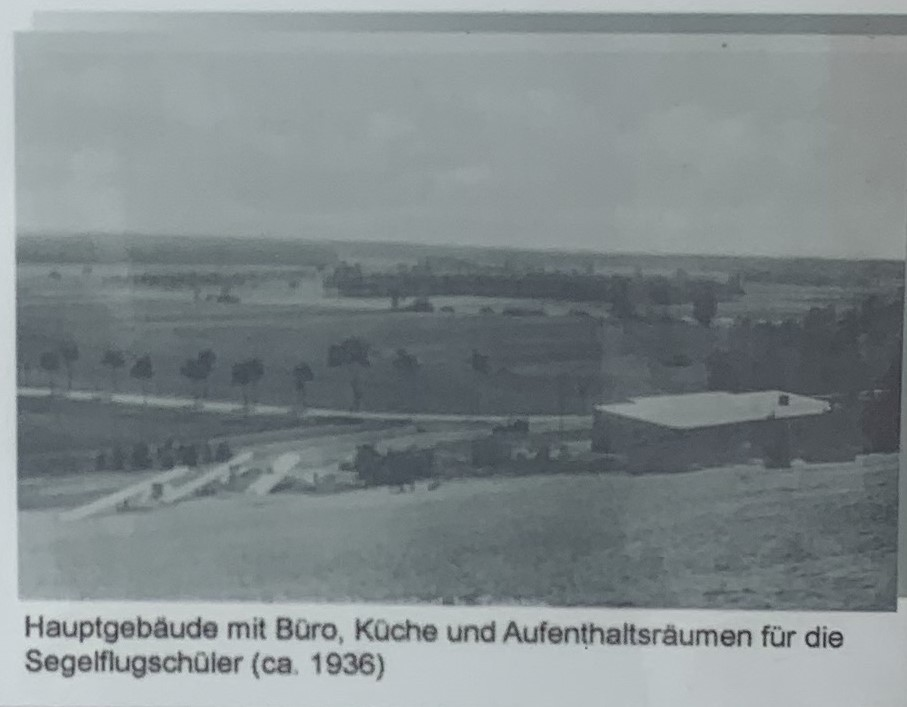
Ehemaliges Hauptgebäude der Segelfliegerschule

Der Berg entstand als Endmoränenkuppe während der letzten Weichsel-Eiszeit.
Im Jahr 1932 wurden am Fuße des Steinbergs große Waldflächen gerodet, um eine Flugbahn sowie eine Halle für ein Segelfliegerlager der Arbeitersportorganisation Sturmvogel zu errichten. Die Eröffnung fand am 14. August 1932 statt. Das Vermögen der Organisation wurde in der Zeit des Nationalsozialismus eingezogen und der Segelflugplatz ab dem 23. Februar 1936 unter dem Namen Segelfliegerlager Eberhard Cranz weitergeführt. Auf dem Flugplatz wurden Jugendliche aus Berlin sowie Auszubildende der Firma Henschel & Sohn ausgebildet. Nach dem Zweiten Weltkrieg wurde das Lager abgewrackt.